# Torrington (Connecticut)
Torrington è una città degli Stati Uniti d'America, nella contea di Litchfield nello Stato del Connecticut.
Torrington è il più grosso centro commerciale della contea posta nel Connecticut nordoccidentale.
La città sorge tra le colline di Litchfield in un paesaggio di rara bellezza.
Nel 1955 una grave inondazione devastò la città cambiandone significativamente l'aspetto; si salvarono alcune costruzioni risalenti al 1930 e case in stile Art déco; il centro cittadino è stato dichiarato nel 1988 distretto storico nazionale.
La zona dove ora sorge la città di Torrington per migliaia di anni fu abitata dai nativi americani, di cui sono state trovate numerose tracce tra le quali diversi manufatti in pietra.

Nel 1720 Windsor acquistò dai nativi americani parte del territorio del Connecticut nordoccidentale inclusa Torrington; fu riacquistata nel 1735 da Ebenezer Lyman Jr. e nel 1940 divenne una città con un governo proprio ed una società ecclesiastica.
Lo sviluppo industriale ebbe inizio nel 1813 con la fondazione di un lanificio da parte di Frederick Wolcott. Fondamentale per lo sviluppo industriale, fu l'energia fornita dal rapido corso del fiume Naugatuck. Il lanificio attirò manodopera con conseguente richiesta di alloggi e aumento del commercio. Un'ulteriore spinta allo sviluppo economico di Torrington fu dato dalla costruzione della ferrovia (completata nel 1849) che ha collegò la città coi centri vicini facilitando comunicazioni e trasporti.
Durante il XIX secolo la popolazione di Torrington è andata crescendo grazie anche all'immigrazione dall'Europa in un primo momento di inglesi, irlandesi, tedeschi e, successivamente, anche di italiani, cechi, slovacchi e libanesi, attirati dalle possibilità di impiego nelle industrie e nella costruzione delle infrastrutture.

Gli immigrati contribuirono anche all'aspetto architettonico della città, ancora visibile nelle costruzioni di granito e mattoni rossi.
Torrington fu la città natale dell'abolizionista John Brown; ancora ragazzo egli si trasferì con la sua famiglia nell'Ohio, e la sua casa fu distrutta da un incendio nel 1918.

Un altro residente famoso di Torrington fu Gail Borden che mise a punto una tecnica per condensare il latte, evaporandolo sotto vuoto.
Oggi Torrington, oltre che un centro industriale, è anche un centro commerciale e turistico; numerose sono le attrazioni, dal suo centro coi suoi edifici storici e i negozietti tipici, al Warner Theatre e al Nutmeg Conservatory